# Profond (1685)
Le Profond était une flûte de la Marine royale française construite à Rochefort sous la direction du charpentier H. Mallet. Elle fut lancée en 1685. Navire de charge, le Profond présente cependant la particularité d’avoir été de nombreuses fois utilisé au combat dans les mers européennes (mer du Nord, côte atlantique) ou dans les eaux de la Nouvelle-France (baie de Fundy, baie d’Hudson), parfois sous les ordres de chefs renommés. Le Profond fut retiré du service entre 1712 et 1716.

## Les caractéristiques générales du navire
Le Profond était un navire qui reprenait les modèles de flûte inventés en Hollande dans les dernières années du XVIe siècle pour les besoins du commerce. Dans la marine du roi, c’était un vaisseau de servitude chargé de transporter du matériel, des hommes (troupes, colons…), ou de servir d’hôpital à la suite d’une escadre. A son lancement, en 1685, le Profond rejoignit les 22-23 flûtes dont disposait la flotte de Louis XIV. Lancé en temps de paix, son armement était des plus réduit : 6 canons en 1686, chiffre qui monta à 30 en 1688 lorsque la guerre reprit en Europe, puis jusqu’à 40 pièces en 1689. Cet armement maximum se répartissait de la façon suivante : 
- le premier pont, percé probablement à 10 sabords pouvait porter vingt pièces de 18 livres ;
- le second, percé probablement à 10 sabords pouvait porter vingt pièces de 8 livres ;
- les gaillards semblent ne jamais avoir été armés.

Cet armement important et d’un calibre assez élevé rapprochait le Profond d’un vaisseau de guerre de quatrième rang, à condition d’accepter de perdre beaucoup de place au détriment des charges à transporter. Cet armement obligeait à faire varier fortement l’équipage : 45 hommes en temps de paix en 1687 avec 6 canons ; 200 hommes en 1698 avec 40 canons. Les archives nous disent que la flûte le Profond était une « très bonne voilière » (1688). Le marquis d’Amblimont qui la commanda la décrit comme un « très bon vaisseau » (1692). Sa vitesse pouvait aller jusqu’à 8 nœuds (1699) ce qui était relativement rapide pour un navire de charge. Le Profond était donc un navire plutôt réussi.

## La carrière duProfond

### 1687 - 1693: Québec, mer du Nord, mer Baltique et côtes atlantiques

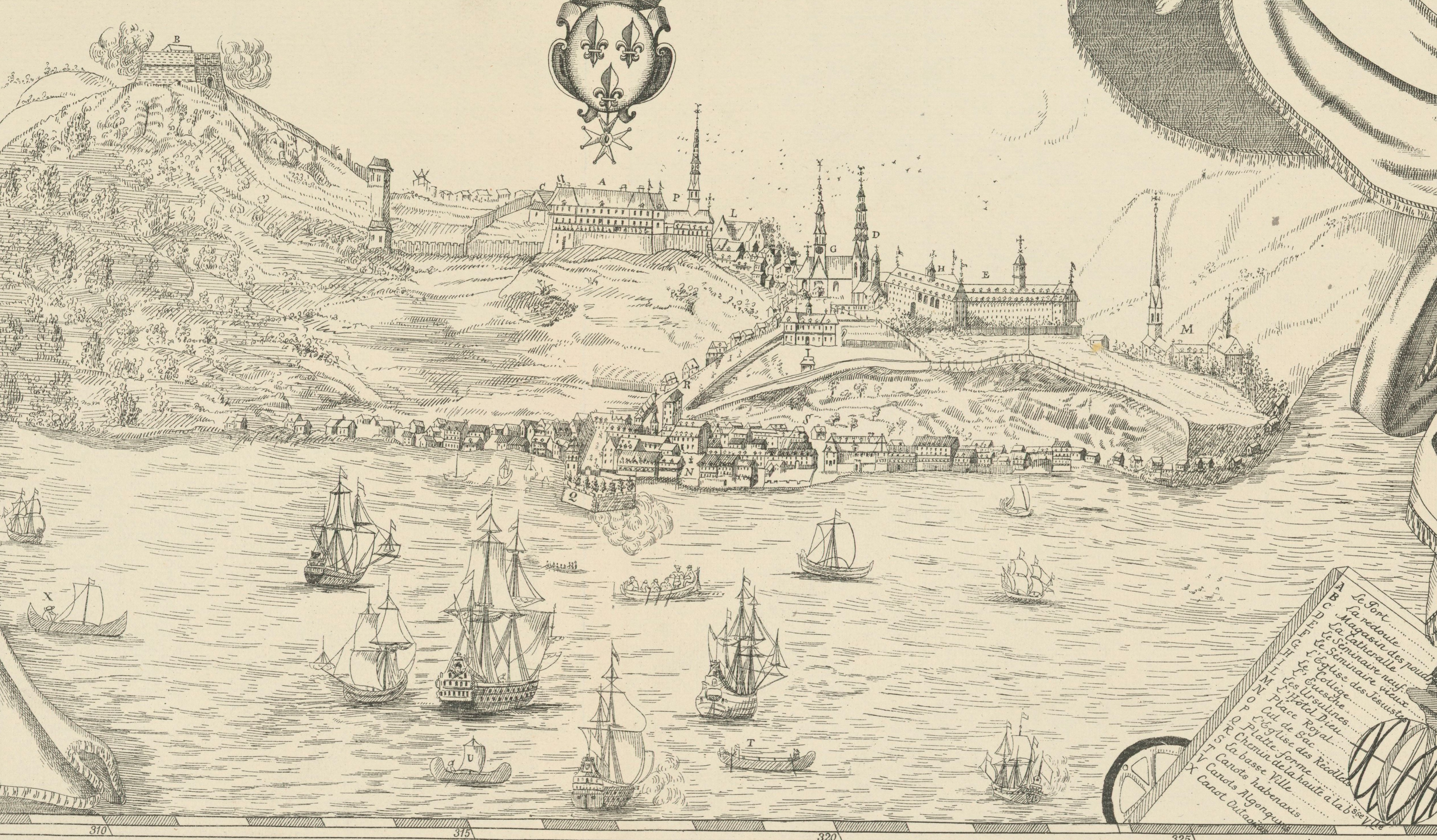
Québec à la fin du XVIIe siècle. Le Profond participa au ravitaillement de la ville en 1687.

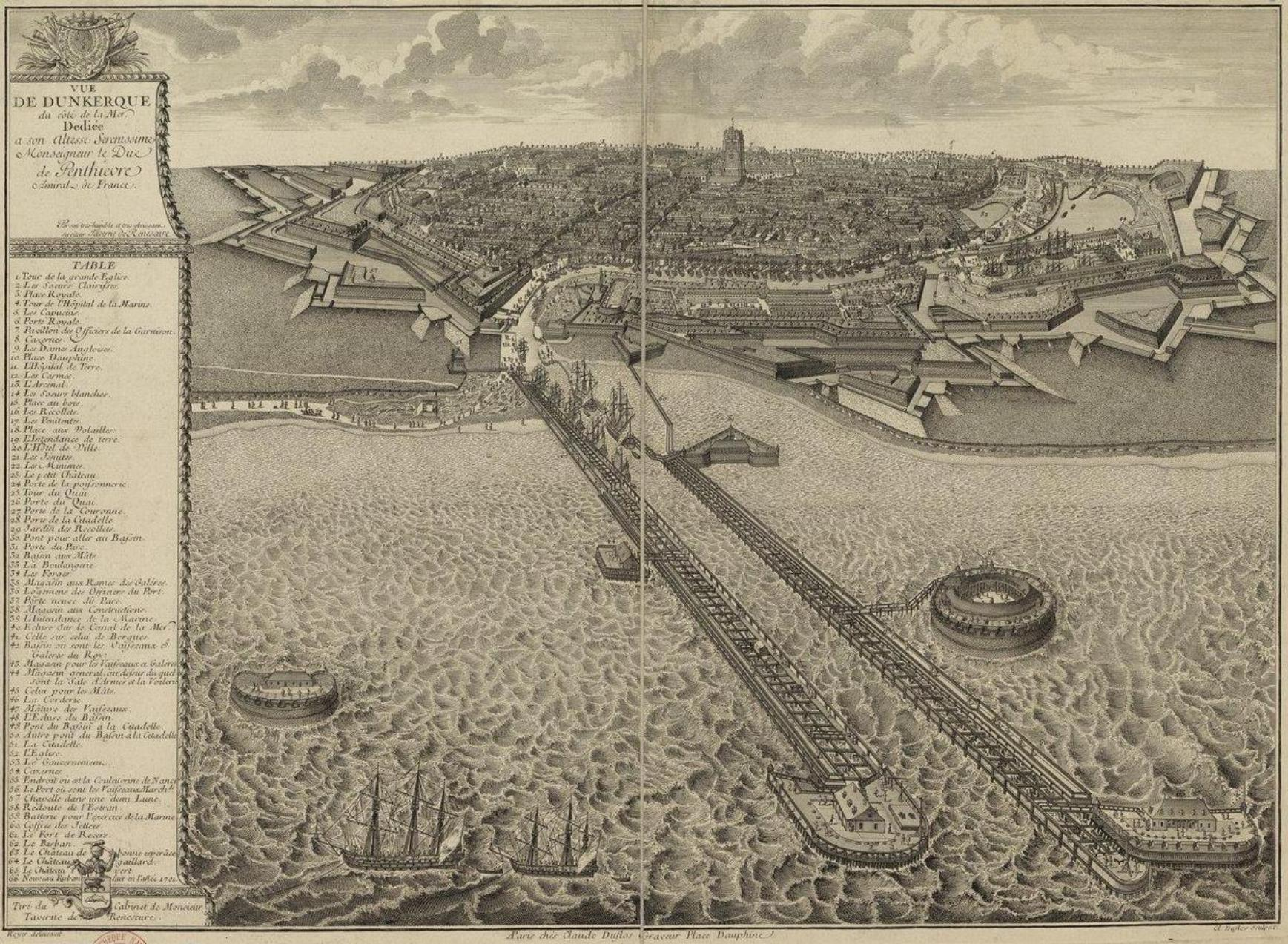
Dunkerque sous Louis XIV, d’où le Profond mena plusieurs missions en mer du Nord et dans la Baltique.

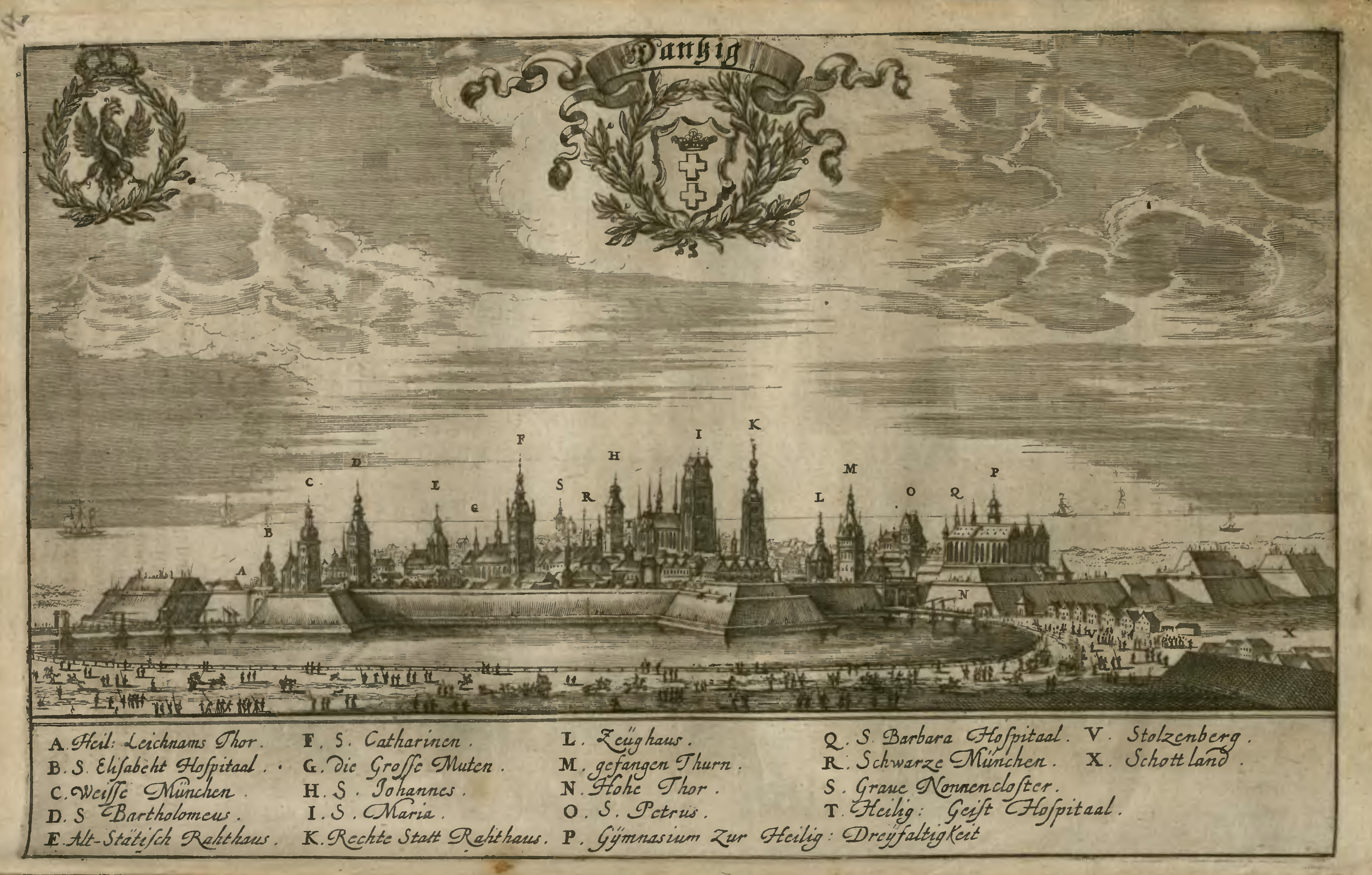
Dantzig, où le Profond vint chercher des matières premières pour l’escadre de Brest en 1692.

Depuis Rochefort, le Profond traversa l’Atlantique en 1687 pour une mission en Nouvelle-France. Son commandant n’est pas connu. Il arriva à Québec pendant l’été, peut-être en apportant quelques-unes des compagnies formant les 600 hommes que le roi envoya cette année-là pour lutter contre les Iroquois. Le 17 juillet, il repartit en compagnie de la frégate la Perle rejoindre l’Arc en Ciel, le vaisseau amiral de l’expédition. Sa date de retour en France n’est pas connue. 
En 1689, le Profond avait changé de port d’affectation et était passé de Rochefort à Dunkerque. La guerre venant de reprendre l’année précédente avec les puissances navales (Espagne, Hollande et Angleterre), le Profond, compte-tenu de sa taille et de ses qualités nautiques, reçut une mission de guerre. Avec un armement porté à 40 canons il servit de vaisseau-amiral à un marin énergique, le marquis d’Amblimont qui devait s’en prendre aux convois ennemis entre la Manche et la mer du Nord. Il était accompagné de trois frégates, la Sorcière (26 canons), la Serpente (26) et la Trompeuse (12). 
Le 27 juillet 1689, à 15 lieues à l’Ouest-Nord-Ouest du Texel, d’Amblimont rencontra une flottille hollandaise de même taille qui portait des colons et des troupes pour les garnisons de Curaçao, de Guinée et du Surinam. Les Hollandais ne refusèrent pas le combat mais furent mis en déroute. Le navire amiral hollandais, serré de près par le Profond et une frégate, prit feu et sombra, ne laissant s’échapper qu’une chaloupe pleine de naufragés. Le Profond attaqua ensuite une frégate hollandaise qui préféra se faire sauter plutôt que de se rendre. Une autre fut capturée et seule une galiote réussit à prendre la fuite. Le combat fit 75 tués et blessés dans les rangs français, la plupart sur le Profond. 
En janvier 1692, le Profond fut confié au corsaire Jean Doublet . Avec 200 hommes et 40 canons il reçut la double mission de faire une croisière contre le commerce ennemi en mer du Nord pendant un mois puis de se rendre à Danzig pour y chercher du ravitaillement. Le 21 mars, le Profond appareilla en compagnie d’un corsaire de 12 canons et dès le lendemain prit en chasse une frégate anglaise de 22 canons, mais dut la laisser s’échapper car elle filait vers un banc de sable dangereux. Ayant failli s’échouer sur les brisants, Doublet réussit à dégager le Profond en jetant l’ancre, puis, après avoir essuyé une tempête, reprit sa croisière qui fut décevante car il ne rançonna qu’un navire charbonnier anglais. Son mois de course étant achevé, il fit escale à Copenhague quelques jours. Le 27 mai, le Profond mouillait à Danzig. Il y renouait avec sa fonction de navire de charge en embarquant pour l’escadre de Brest un important lot de matières premières. 
Dantzig était un port neutre où tous les belligérants venaient se ravitailler pacifiquement, mais Jean Doublet dut faire face à un incident. La nouvelle de la défaite de La Hougue étant parvenue, un groupe de marins anglais, depuis un petit navire de 6 canons, se moquèrent violemment des Français. Ne voulant pas laisser passer l’insulte, Doublet monta à leur bord avec un groupe de matelots et sabra une dizaine d’entre-eux. Les marins anglais se plaignirent de cette altercation sanglante à leur ambassadeur, plainte à laquelle se joignit l’ambassadeur de Hollande. Tous deux demandèrent que le Profond soit arrêté sur le chemin du retour dans les eaux neutres du Danemark pour enquête. Mais Doublet, qui avait anticipé la demande, avait fait consigner par des témoins de moralité les détails de l’incident prouvant qu’il n’avait fait que défendre par les armes son honneur et l’affaire en resta là. Quelques jours plus tard, toujours dans les eaux danoises, trois escorteurs hollandais de 40, 36 et 30 canons le sommèrent de baisser pavillon pour les saluer. À la sortie du port d’Elseneur, Doublet fit jeter l’ancre pour guetter leur passage à portée de pistolet et les obliger à saluer le pavillon français, ce qu’ils furent contraints de faire après sommation au canon. L’affaire, qui se déroula sous les yeux du futur roi du Danemark Frédéric IV fit forte impression. Le 25 août, le Profond arrivait à Brest après être passé par le nord de l’Écosse et l’Irlande. 
En 1693, le Profond reçut pour commandant un jeune corsaire qui avait déjà une solide réputation à la mer : René Duguay-Trouin (20 ans). Mais la campagne, menée depuis Brest, ne fut pas heureuse. Duguay-Trouin croisa pendant trois mois dans l’Atlantique sans faire de prise. Plus grave, il essuya de nuit un « assez fâcheux combat » avec un vaisseau de guerre suédois de 40 canons alors qu’il n’avait que 32 pièces à lui opposer. Le Suédois était neutre mais l’avait pris pour un pirate algérien. Une épidémie de fièvre chaude fit perdre au Profond 80 hommes d’équipage, obligeant Duguay-Trouin à faire relâche à Lisbonne. Reprenant la mer, il captura un navire espagnol chargé de sucre, mais Duguay-Trouin, estimant le Profond trop lent pour les croisières corsaires rentra sur Brest pour désarmer et réclamer le commandement d’une frégate légère.

### 1696: Baie de Fundy et Terre-Neuve

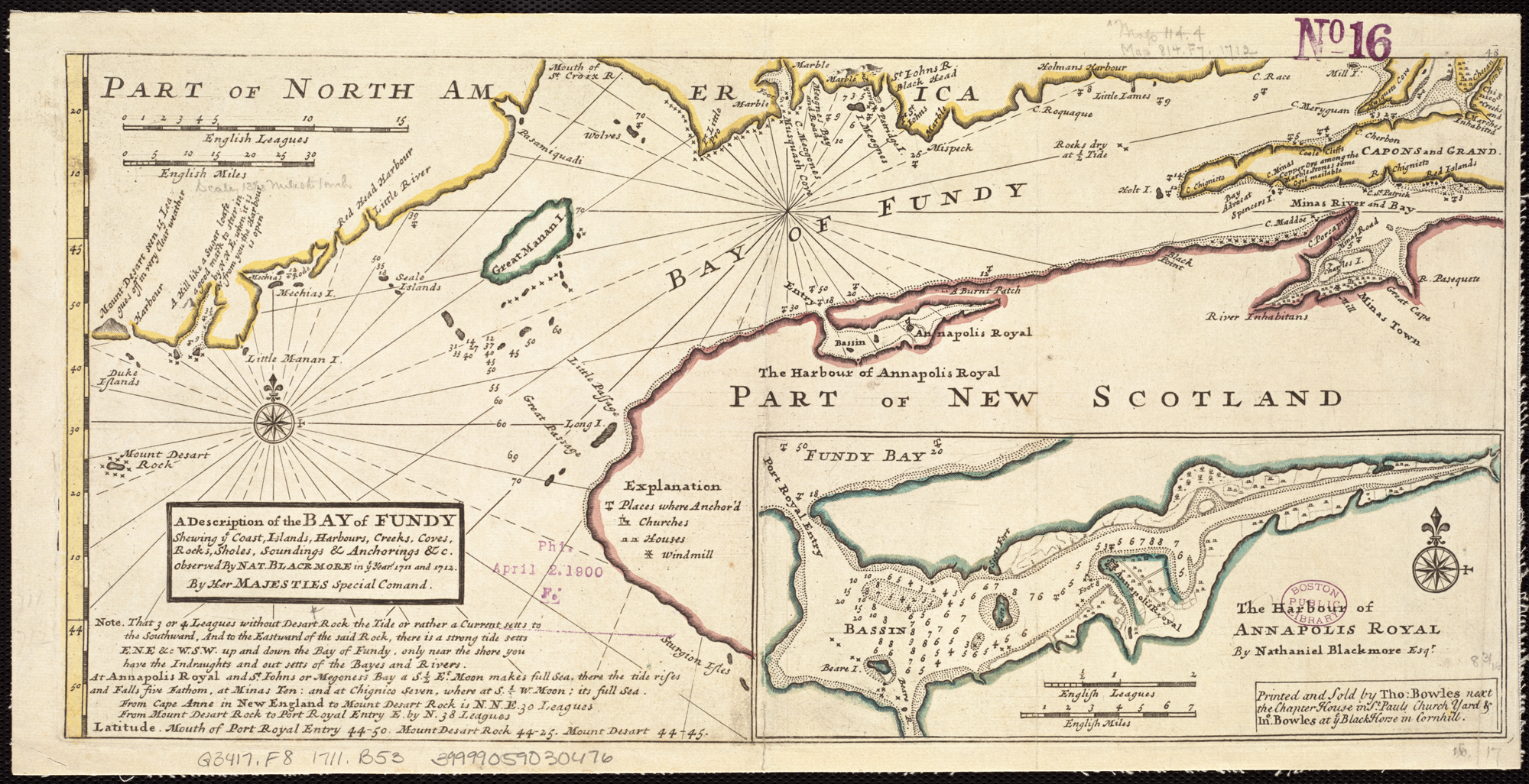
La baie de Fundy, où le Profond participa à deux actions en 1696.

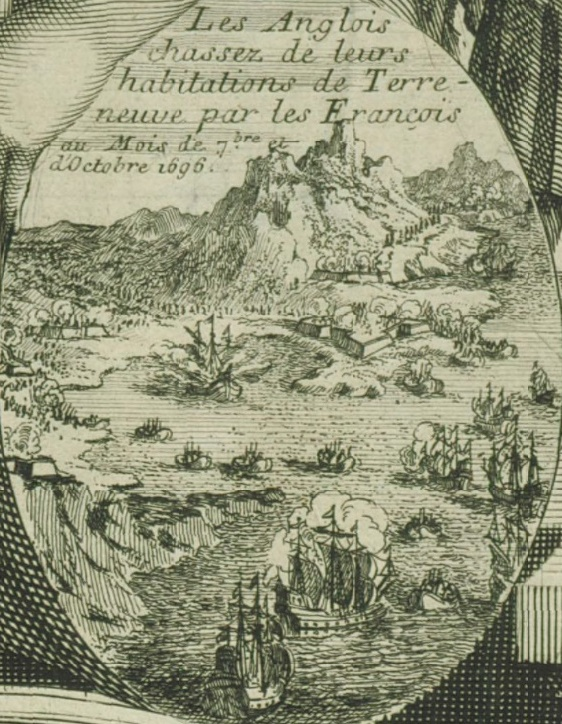
Les combats à Terre-Neuve en 1696. Le Profond y servit comme transport de troupes et pour ramener des prisonniers.

En 1696 - 1697, le Profond changea de théâtre d’opération et passa en Amérique du Nord. Dans les eaux de Terre-Neuve et de la baie d’Hudson, Français et Anglais se livraient à des combats acharnés pour le contrôle de la pêche à la morue et du commerce des fourrures, activités très lucratives. Louis XIV y envoyait des petites escadres composées de vaisseaux de ligne et de corsaires pour y guerroyer. En février 1696, le Profond fut armé à La Rochelle en compagnie d’un vaisseau de guerre de 50 canons, l’Envieux. Il était placé sous le commandement d’un officier canadien : le capitaine de frégate Simon-Pierre Denys de Bonnaventure, lui-même sous les ordres d’un autre canadien : Pierre Le Moyne d'Iberville (qui commandait l’Envieux) et qui était déjà considéré comme l’un des meilleurs défenseurs du Canada français. 
Les ordres étaient d’attaquer et de détruire dans la baie de Fundy le fort de Pemaquid qui menaçait l’Acadie et les alliés des Français, la nation Abénaquis. Le 26 juin 1696, l’Envieux et le Profond mouillèrent dans la baie des Espagnols, à l’île du Cap-Breton. Là, ils apprirent que trois navires anglais les recherchaient à l’entrée de la rivière Saint-Jean. D'Iberville s’y portât aussitôt et leur tendit un piège en utilisant le Profond comme appât. La flûte, disposée « en façon de prise », sabords fermés, se laissa approcher par les Anglais qui croyaient pouvoir s’emparer sans coup férir d’un inoffensif transporteur. A portée de fusil, le Profond démasqua ses canons et démâta la frégate HMS Newport de 24 canons qui fut forcée de se rendre. Les deux autres navires anglais s’enfuirent en profitant de la brume (14 août). L’affrontement, très bref, ne coûta pas un seul homme aux Français. Quant au Newport, il fut intégré aux effectifs de d'Iberville. Le lendemain du combat, lors d’une brève escale près de la rivière Saint-Jean, le Profond embarqua une petite troupe de « cinquante Sauvages ».
Le 7 août, l’Envieux, le Profond et le Newport jetèrent l’ancre à Pentagouët (aujourd’hui Penobscot dans le Maine) pour y faire leur jonction avec la petite troupe franco-abénaquise du baron de Saint-Castin chargée d’attaquer le fort de Pemaquid. L’opération fut rapidement menée : cernée par terre et par mer, la place capitula le 15 août et fut rasée. Les ordres étant de revenir le plus rapidement possible sur Terre-Neuve après la prise du fort, les trois navires appareillèrent le 3 septembre. Comme la petite division quittait l’Acadie, elle se retrouva sous le vent d’une escadre anglaise forte de sept navires. Le combat semblant inévitable et perdu d’avance, les Amérindiens demandèrent d’aller à l’abordage et de périr en combattant plutôt que d’être capturés. Mais à la nuit, d'Iberville, par une contre-marche en serrant de près la côte, esquiva la poursuite. Le 12 septembre, l’Envieux, le Profond et le Newport arrivèrent à Plaisance qui était la base principale des Français à Terre-Neuve.
A Plaisance, les trois navires passèrent sous le commandement théorique du gouverneur, Monbeton de Brouillan, qui essayait de s’emparer – sans succès – de la totalité de Terre-Neuve en attaquant la base anglaise de Saint-Jean. Malgré sa mésentente avec d’Iberville qui lui proposait un autre plan, il décida de repartir en campagne en combinant une offensive terrestre et le débarquement d’une petite troupe. Celle-ci, d’une centaine de combattants, s’embarqua sur le Profond – toujours commandé par Denys de Bonnaventure – avec Monbeton de Brouillan et fit sa jonction à Rognouse avec les forces de d’Iberville qui venait de traverser la presqu’ile d’Avalon à pied depuis Plaisance. La saison était maintenant très avancée. Il fut convenu de renvoyer le Profond avec un certain nombre de prisonniers dont on ne savait que faire. Il appareilla pour la France le 22 novembre.

### 1697: Baie d’Hudson

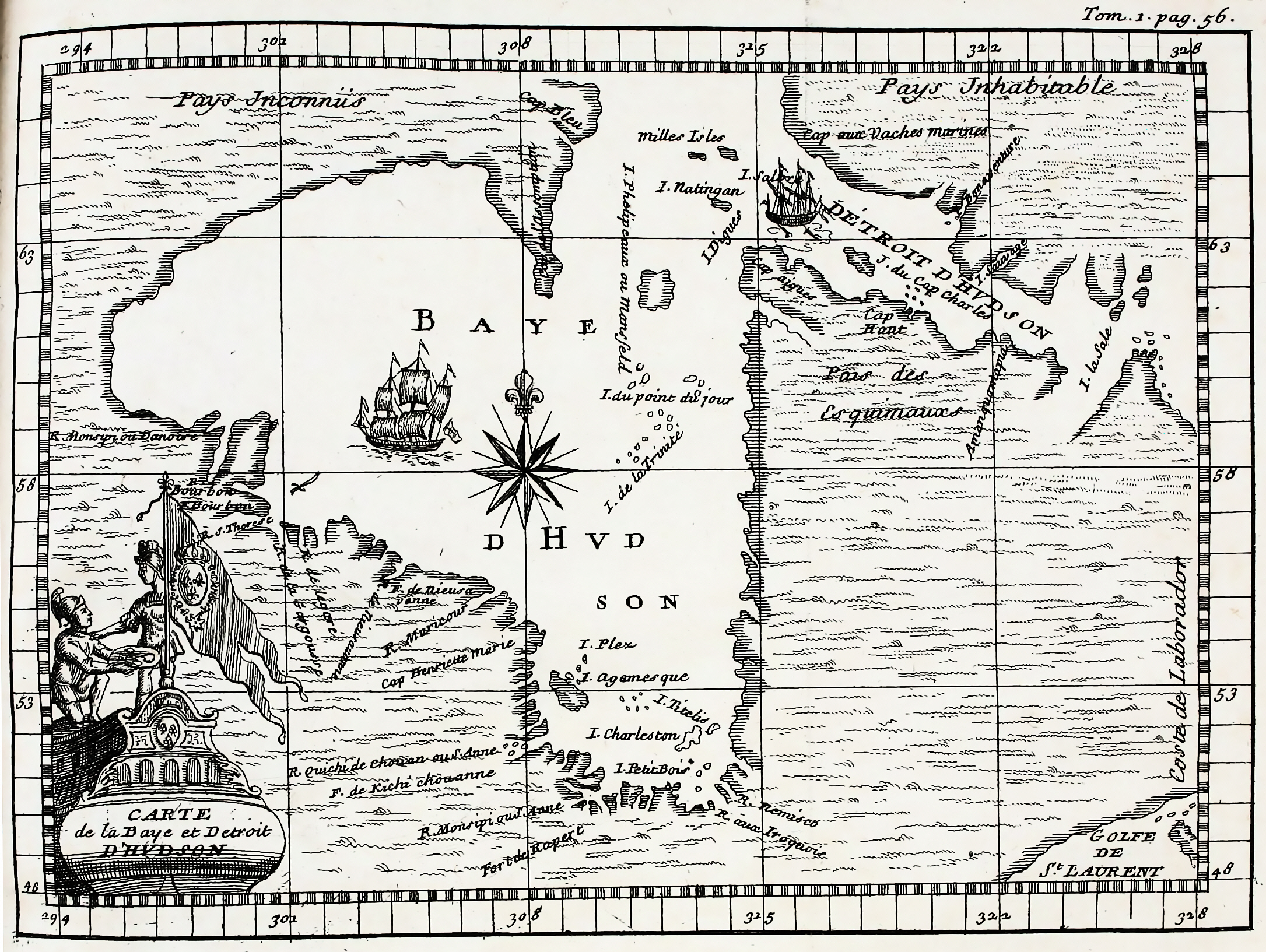
Carte illustrant les opérations dans la baie d'Hudson en 1697.

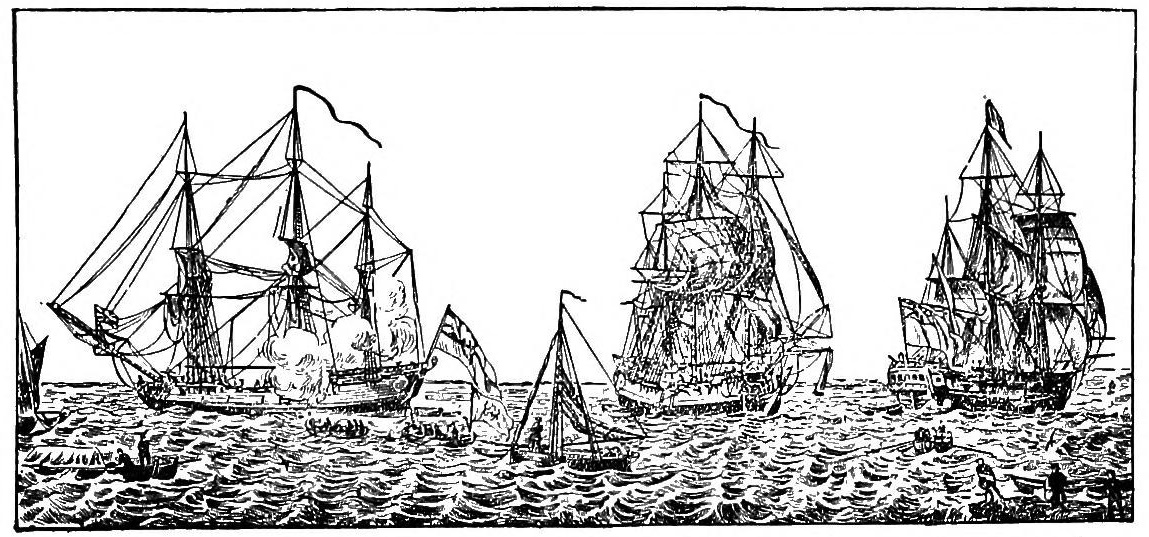
Le Hamshire, le Dehring et l’Hudson Bay, que le Profond combattit seul dans le détroit d’Hudson.

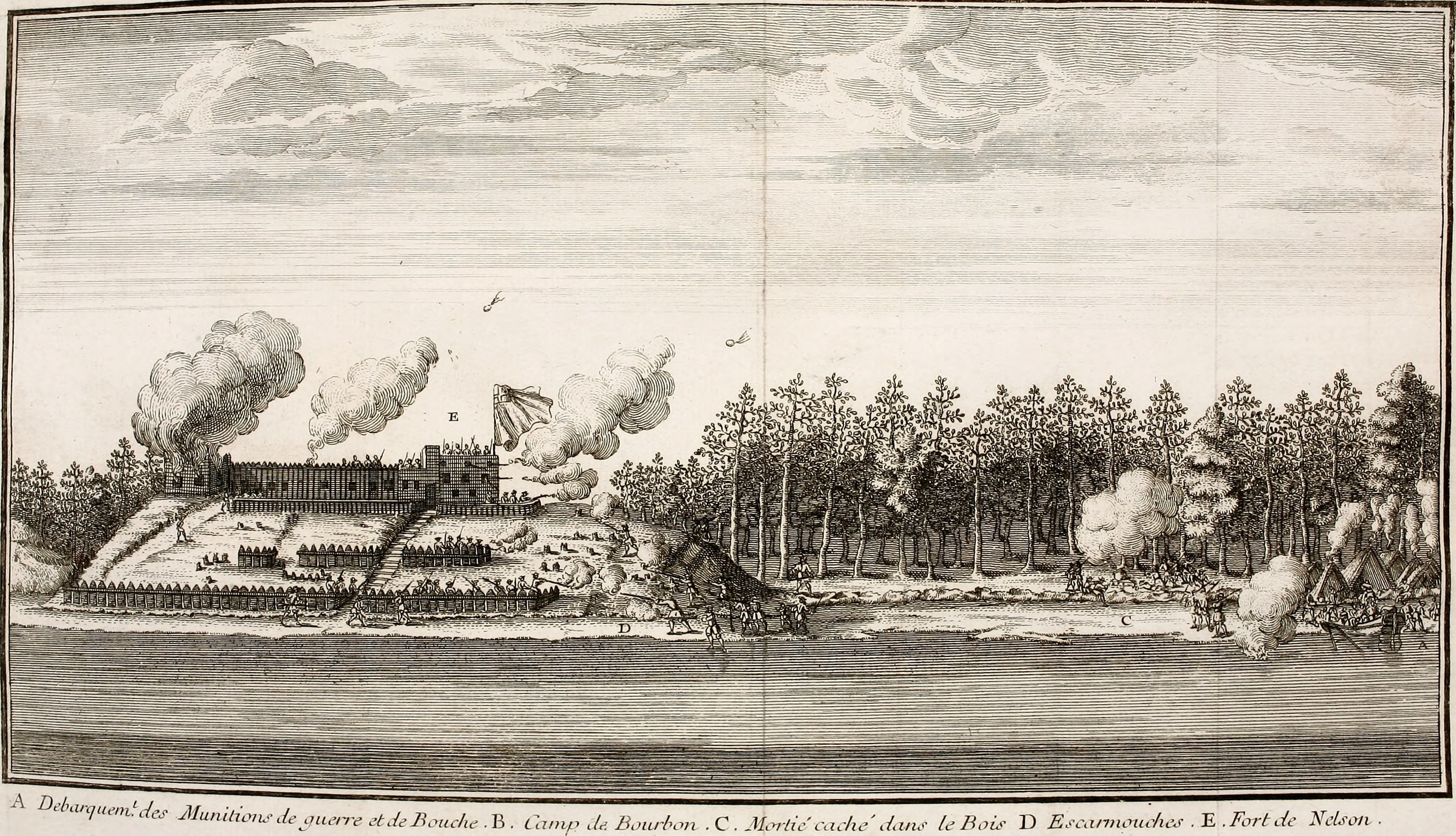
Le siège de Fort Nelson en 1697. Le Profond transporta la matériel de siège et assura l’évacuation des prisonniers.

Le 18 mai 1697, le Profond, sous les ordres d’un nouveau et très jeune capitaine canadien, DuGué de Boisbriant (22 ans), était de retour à Plaisance. Il faisait partie d’une petite escadre apportée par le frère de d’Iberville, Le Moyne de Sérigny avec ordre du roi d’aller reprendre les forts de la baie d’Hudson que les Anglais avaient enlevé à l’automne précédent. Le 8 ou le 9 juillet 1697, l’escadre, placée sous les ordres de d’Iberville appareilla. Elle était composée de cinq navires dont le plus puissant, le Pélican portait 44 canons (commandé par d’Iberville), suivi du Palmier de 40 canons (Le Moyne de Sérigny), du Wesph de 32 canons (Monsieur de Chartrier), du Profond et d’un brigantin, le Violent. Elle avait aussi pour ordre de faire une croisière sur le banc de Terre-Neuve, mais la brume épaisse et le vent favorable firent préférer à d’Iberville de mettre le plus vite possible le cap au nord. D’autant qu’il y avait urgence : les Anglais, au courant du projet français avaient envoyés par la mer des renforts à leurs garnisons de la baie d’Hudson. 
Le 3 août, l’escadre entra dans le détroit d’Hudson. La zone était dangereuse à cause des icebergs, des courants violents et des brumes. Pour éviter de se perdre ou de s’aborder, d’Iberville avait doté chaque navire d’un code de signaux sonores. Les glaces, de plus en plus épaisses, bloquèrent un temps le passage et obligèrent les navires à s’y amarrer avec des grappins. C’est là, sur la banquise, que les 19 août, les Français firent connaissance avec les Esquimaux et nouèrent avec eux des liens amicaux. 
L’escadre fut peu à peu dispersée par les icebergs, et, malgré les précautions prises, le brigantin fut perdu. Quant au Profond, poussé par les courants, il se retrouva isolé sur la côte du nord. C’est alors qu’encore accroché aux glaces par ses grappins, il se retrouva nez à nez avec trois vaisseaux anglais en n’ayant que 26 canons à leur opposer. La suite est contée dans le détail par le commissaire du bord Bacqueville de la Potherie : 

« Les brumes commençant à se dissiper, le Profond aperçut trois vaisseaux. DuGué qui le montoit crut d’abord que c’étoit les trois de notre escadre. Ceux-ci arrivèrent insensiblement sur lui à cause des courants. Il fut surpris de voir tout à coup une pareille métamorphose, car c’étoit trois Anglois de 56, 36 et 32 pièces de canons [les HMS Hamshire (en), Dehring et Hudson Bay]. Il dégrapina dans le moment, et donna à tout hasard dans un banc de glaces plutôt que de succomber : il avoit même toutes nos munitions de guerre et de bouche pour l’expédition du Fort Nelson. Les Anglois lui donnèrent chasse. Sérigny et Chatrier voulurent venir à son secours, mais les glaces le resserrèrent. Le Profond se trouva aussi enfermé avec le Dehring et le Hudson Bay. Le combat commença donc le 26 août sur les 9 heures du matin. DuGué les attaqua, les autres le criblèrent de coups, lui ayant haché toutes ses manœuvres, parce qu’il ne pût se battre que de deux pièces de canons qui avoient été mises dans l’arrière de la Sainte-Barbe. (…) L’Hamshire de 56 canons ne put les joindre que le soir ; après 10 heures de combat qui se donna par intervalle, ils lui envoyèrent tous trois leurs bordées et le laissèrent dans cet état, croyant qu’il dut couler à fond. Il y eut quatre hommes tués sur le Profond (…). Pour ce qui est de nous [sur le Pélican], nous ne nous trouvâmes point dans cette occasion qui étoit tout à fait glorieuse, et l’on peut dire que c’est le premier combat qui se soit jamais donné dans les glaces. »

. 
Enfin dégagés des glaces, le Palmier et le Wesph se portèrent au secours du Profond, provoquant la fuite des trois Anglais qui préférèrent poursuivre leur mission. Des réparations furent faites en urgence, puis les trois navires se lancèrent à la poursuite des Anglais, mais en vain. Ce que ne savaient pas les trois capitaines français, c’est que la résistance du Profond avait permis au chef de l’expédition, sur le Pélican, de devancer d’un jour les Anglais devant Fort Nelson (3 septembre). Dans la nuit du 6 au 7 septembre, une tempête traversa la baie d’Hudson, aggravant encore les avaries des navires. Lorsqu’ils arrivèrent le 10 septembre au Fort Nelson, se fut pour apprendre que d’Iberville, avec son seul vaisseau, avait mis en déroute les Anglais ; en coulant un, en capturant une autre et forçant le troisième à prendre la fuite. Le Pélican, néanmoins, avait fait naufrage après le combat à cause de la tempête (de même que la prise anglaise).
Le Profond transportait tout le matériel de siège. Son arrivée permit à d’Iberville, qui avait pu débarquer après le naufrage et sauver presque tout son équipage, d’investir le fort, qui, laissé sans secours après la déroute des renforts, fut contraint de baisser pavillon quelques jours plus tard (le 13 septembre). La garnison s’étant rendue avec les honneurs de la guerre, il fallut l’évacuer. C’est ainsi que 44 prisonniers furent embarqués sur le Profond. S’y ajoutèrent ceux du vaisseau anglais capturé et les matelots survivants du Pélican. D’Iberville en prit le commandement car il laissait le fort à la garde de son frère Sérigny et le Palmier, qui avait beaucoup souffert de la tempête n’était plus en état de reprendre la mer. Quant à DuGué de Boisbriant, il restait lui aussi à terre pour seconder Sérigny. Le 24 septembre, surchargé de monde, le Profond appareilla pour la France en compagnie du Wesph. Le retour fut très difficile. La saison tardive retint les deux navires 26 jours « grapinés sur les glaces ». Le scorbut frappa durement les équipages. À l’arrivée à Port-Louis, en novembre 1697, il fallut hospitaliser beaucoup de monde.

### 1698 – 1712

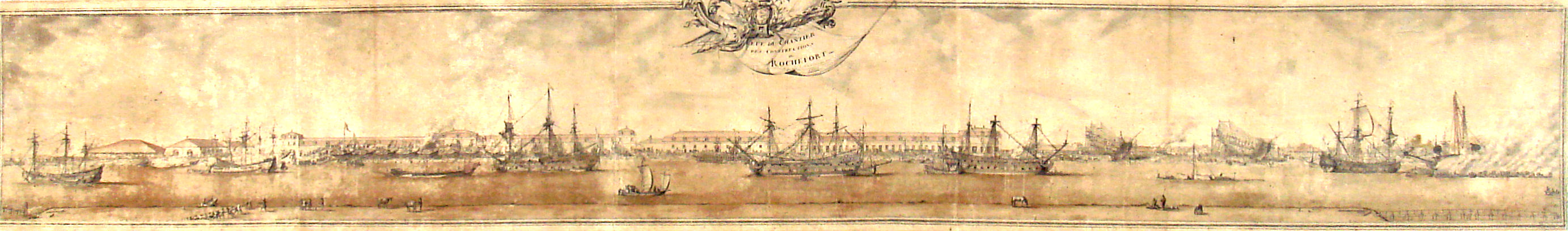
L’arsenal de Rochefort, où le Profond fut construit en 1685, entretenu, et probablement démantelé vers 1712 – 1716.

Le Profond rentra en France alors que s’achevait la guerre commencée neuf ans plus tôt. Il arrivait à sa douzième année de service. Les registres de la Marine nous indique qu’il semble avoir subi une importante refonte à Rochefort en 1698 car un nouveau charpentier, Guichard, est signalé sur son entretien au 1er janvier 1699. Par ailleurs, les côtes du navire changèrent beaucoup puisqu’il passa de 34,8 à 39 mètres de long, soit presque 5 mètres de plus, ce qui suppose un allongement conséquent de la quille et la pose de couples supplémentaires. Quant à sa largeur, elle passa de 8,8 à 9,4 mètres, ce qui suppose le repositionnement de tous les couples existants ou leur changement complet pour de plus larges. 
En 1702, la guerre reprit avec l’Angleterre et la Hollande. Acharnée, elle dura jusqu’en 1712-1713. Les états de service du Profond ne sont pas renseignés pour ce conflit, peut-être parce qu’il n’effectua plus que d’anonymes missions de transport sans croiser d’adversaire. Signalé armé de 36 à 40 canons selon les années, il était toujours considérée comme bon navire (1704, 1706) portant bien la voile (1707). Au 1er janvier 1708, à sa vingt-troisième année de service, il était donné comme « radoubé à neuf », mention régulièrement recopiée jusqu’en 1710 (ce qui laisse peut-être sous entendre qu’il ne navigua pas pendant cette période). Curieusement, les documents le donnent comme ramené à sa taille d’origine, à 34,8 mètres de long et 8,8 mètres de large. En 1712, les comptes-rendus notaient brièvement qu’il « va très mal ». Le Profond disparut des registres entre 1712 et 1716. Avec le retour de la paix en 1712 et l’effondrement des crédits pour la Marine, il suivit la même voie que nombre de vaisseaux de ligne ou frégate qui furent laissés à l’abandon dans les ports ou mis à la casse.

### Sources et ouvrages anciens
- Claude-Charles Bacqueville de la Potherie, Histoire de l’Amérique septentrionale, tome 1, Paris, 1722, 370 p. (lire en ligne).
- Pierre-François-Xavier De Charlevoix, Histoire et description générale de la Nouvelle-France, t. 2, Paris, 1744, 582 p. (lire en ligne).
- Jean Doublet, Journal du corsaire Jean Doublet de Honfleur, lieutenant de frégate sous Louis XIV, Paris, Perrin, introduction et notes de Charles Bréard, 1887, 302 p. (lire en ligne).
- René Duguay-Trouin, Mémoires de Duguay-Trouin : 1689-1715, Paris, Foucault, 1820, in-4 (lire en ligne).
- Joseph Marmette, Les Machabées de la Nouvelle-France : histoire d’une famille canadienne, 1641-1748, Québec, Léger Brousseau, 1878, 180 p. (lire en ligne).
- Onésime Troude, Batailles navales de la France, t. 1, Paris, Challamel aîné, 1867-1868, 453 p. (lire en ligne)

### Ouvrages contemporains
- Martine Acerra et André Zysberg, L'essor des marines de guerre européennes : vers 1680-1790, Paris, SEDES, coll. « Regards sur l'histoire » (no 119), 1997, 298 p. [détail de l’édition] (ISBN 2-7181-9515-0, BNF 36697883)
- Lucien Bély (dir.), Dictionnaire Louis XIV, Paris, éditions Robert Laffont, coll. « Bouquins », 2015, 1405 p. (ISBN 978-2-221-12482-6)
- Olivier Chaline, La mer et la France : Quand les Bourbons voulaient dominer les océans, Paris, Flammarion, coll. « Au fil de l’histoire », 2016, 560 p. (ISBN 978-2-08-133327-7)
- Dictionnaire biographique du Canada, articles Bayley Henry, Dugué de Boisbriand Pierre, Fletcher John
- John A. Lynn (trad. de l'anglais), Les Guerres de Louis XIV, Paris, éditions Perrin, coll. « Tempus », 2014, 561 p. (ISBN 978-2-262-04755-9).
- Jean Meyer et Martine Acerra, Histoire de la marine française : des origines à nos jours, Rennes, Ouest-France, 1994, 427 p. [détail de l’édition] (ISBN 2-7373-1129-2, BNF 35734655)
- Rémi Monaque, Une histoire de la marine de guerre française, Paris, éditions Perrin, 2016, 526 p. (ISBN 978-2-262-03715-4).
- Jean-Michel Roche (dir.), Dictionnaire des bâtiments de la flotte de guerre française de Colbert à nos jours, t. 1, de 1671 à 1870, éditions LTP, 2005, 530 p. (lire en ligne)
- Charles La Roncière, Une épopée canadienne, Paris, La Renaissance du livre, coll. « La Grande Légende de la mer », 1930, 255 p.
- Charles La Roncière, Histoire de la Marine française : Le crépuscule du Grand règne, l’apogée de la Guerre de Course, t. 6, Paris, Plon, 1932, 674 p. (lire en ligne).
- Étienne Taillemite, Dictionnaire des marins français (nouvelle édition revue et augmentée), Paris, éditions Tallandier, 2002, 573 p. (ISBN 2-84734-008-4).
- Michel Vergé-Franceschi, La Marine française au XVIIIe siècle : guerres, administration, exploration, Paris, SEDES, coll. « Regards sur l'histoire », 1996, 451 p. (ISBN 2-7181-9503-7)
- Michel Vergé-Franceschi (dir.), Dictionnaire d'Histoire maritime, Paris, éditions Robert Laffont, coll. « Bouquins », 2002, 1508 p. (ISBN 2-221-08751-8 et 2-221-09744-0).